# Boerenschroom
Boerenschroom of boernschroom is een oud Nederlands spel voor 2 tot 8 personen. Het geheel bestaat uit acht kaarten en twee dobbelstenen; samen met een handleiding past het spelmateriaal in een houten doosje.
De porseleinen dobbelstenen van het spel hebben niet de gebruikelijke ogenaantallen, maar de ene dobbelsteen heeft op één vlak de letter B en vlakken met 1, 2 en 3 ogen. De twee overige vlakken zijn blanco en worden in het spel een 'niet' genoemd. De andere dobbelsteen heeft één vlak met de letter S, vlakken met 4, 5 en 6 ogen en ook twee lege vlakken.

## De kaarten
De kaarten die hier zijn afgebeeld, zijn oude kaarten (mogelijk van rond 1920). Deze versie is uitgegeven voor 1935, door Jacob Wolf Spier & Söhne Bavaria, later JW spear, dat later Mattel werd, dat later Hasbro werd. Er zijn ook andere uitgaven met andere afdrukken.

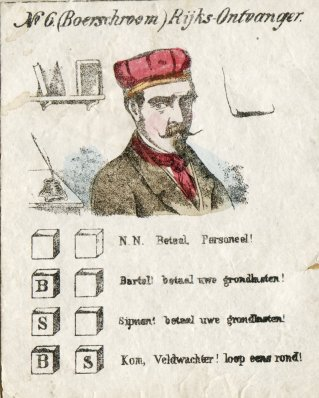
Rijks-Ontvanger
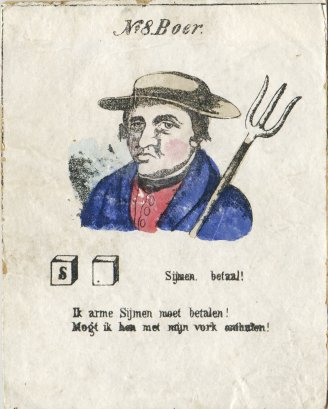
Boer Sijmen

De kaarten zijn van bepaalde personen, en wel:
- no 1. Advocaat
- no 2. Klerk
- no 3. Burgemeester
- no 4. Secretaris
- no 5. Veldwachter
- no 6. Rijks-Ontvanger
- no 7. Boer Bartel
- no 8. Boer Sijmen

Wat er volgens de spelregels moet gebeuren als een bepaalde worp is gedaan, staat ook op de kaarten afgedrukt.
Zo staat op de kaart van boer Sijmen een S en een 'niet', met daarachter de tekst: "Sijmen, betaal". Dus als dat gegooid wordt, moet boer Sijmen betalen. Er onder staat nog de aanvulling: "Ik arme Sijmen moet betalen! Mogt ik hem met mijn vork onthalen!". De uitdrukking "Sijmen betaal!" of "Sijmen moet betalen" wordt soms als gezegde gebruikt.
Op de kaart van boer Bartel staat een B en een 'niet', met de tekst: "Bartel, betaal". En eronder de aanvulling: "Men laat mij dorschen, laat mij zweeten, En't wordt door andren opgegeten".
Op de kaart van de burgemeester staat de tekst: "Al is een ieder niet content, Ik trek gerust mijn traktement. Geen Burgemeester is zoo goed, Dat hij aan iedereen voldoet".
Die teksten dragen bij tot de humor van het spel. Het is ook een vorm van kritiek op de belastingontvanger, omdat de 'arme' boeren moeten betalen.

## Spelregels
Hieronder staan de originele spelregels (inclusief schrijffouten).
| Boernschroom. Art. 1. Alvorens te spelen zet jeder 15 à 20 speelpenningen in den pot. Art. 2. Zes kaartjes worden volgens het nommer aan den meestbiedende verpacht en de opbrengst daarvan in den pot gelegd; terwijl het zevende en achtste kaartje aan den minst eischende overgelaten en uit den pot betaaldt wordt. NB. Die den ontvanger heeft, mag geenen Boer nemen overigens mag ieder zoo veel kartjes pachten of aannemen als hij verkiest. Art. 3. Na de verpachting werpt de houder van den Burgemeester met de dobbelsteenen het eerst, vervolgens met de zon om. Art. 4. Zo veel ogen als iemand werpt, zonder den letters B. of S. op de dobbelsteenen, zoo veel penningen trekt hij uit den pot, doch is er eene B. bij, dan is de trek uit den pot voor den Burgemeester; staat eene S. boven op den dobbelsteen, dan trekt de Secretaris de bijzijnde oogen uit den pot, Art. 5. De Ontvanger trekt, zoo menigmaal er een 'Niet' geworpen wordt, eenen penning. - Is het eene Niet zonder letter, dan noemt men het Personeel en moet betaald worden door dengene, die geworpen heeft. Is heet eene Niet mit een letter, dan noemt man het Verponding, Geslacht of Gemaal, en moet door een der beide Boeren betaald worden, als : de B. door Bartel en de S. door Sijmen. NB. Deze belastingen, zoowel Personeel als Verponding, enz. worden telkens met eenen penning verhoogd, zoo dikwijls als er B. S. dat is Boeren-Schroom geworpen wordt. Deze verhooging wordt iederen keer door den Veldwachter aangekondigt, voor welke aanzegging ieder medespeler eenen penning betaald. Art. 6. Wanneer eindelijk meer oogen geworpen worden, dan er speelpenningen in den pot zijn, begint het proces over de laatste penningen. Alsdan komen de zes laatste kartjes noch de letters meer in aanmerking; slechts de Aodvokaat en Klerk oefenen hunne praktijk uit. De Advokaat trekt zoo veel penningen van den werper, als deze meer oogen geworpen heeft, dan het getal speelpennigen bedraagt. De Klerk echter ontvangt voor elke Niet, die er geworpen wordt, eenen penning van den werper. Dit duurt zoo lang, totdat iemand eenen worp doet, waarvan de oogen met de overgeblevene penningen overeenstemmen. Werpt iemand in den tusschentijd minder oogen, dan er nog in den pot staan, dan trekt hij van dezelve nog zoo veel, als er oogen geworpen zijn. |

## Andere betekenissen
Er is ook een oude jenever die 'Boerenschroom' heet, en er zijn twee boeken met de titel 'Boerenschroom'.